# Jasper Gray Frere
Jasper Gray Frere, britanski general, * 1894, † 1974.